# Мироновы (деревня)
 Мироновы  — деревня в Афанасьевском районе Кировской области в составе Бисеровского сельского поселения.

## География
Расположена на расстоянии примерно 21 км на север по прямой от районного центра поселка  Афанасьево на правобережье реки Кама.

## История
Была известна с 1873 года как часть деревни Верх-Зюзбинская,  в 1905 году уже отмечалась как отдельная деревня Мироновское (Филипа Васильевых), дворов 12 и жителей 82, в 1926 (Мироновское) 14 и 74. В 1950 году в деревне 12 хозяйств и 31 житель, в 1989 оставалось 2 жителя. Настоящее название утвердилось с 1978 года.  

## Население
Постоянное население составляло 1 человек (русские 100%) в 2002 году, 1 в 2010.